# فيليكس أدلر (كاتب)
فيليكس أدلر (بالإنجليزية: Felix Adler)‏ هو كاتب سيناريو أمريكي، ولد في 22 يناير 1884 في شيكاغو في الولايات المتحدة، وتوفي في 25 مارس 1963 في وودلاند هيلز، كاليفورنيا في الولايات المتحدة.

## وصلات خارجية
- فيليكس أدلر على موقع IMDb (الإنجليزية)
- فيليكس أدلر على موقع ألو سيني (الفرنسية)
- فيليكس أدلر على موقع أول موفي (الإنجليزية)
- فيليكس أدلر على موقع قاعدة بيانات الأفلام السويدية (السويدية)
- فيليكس أدلر على موقع قاعدة بيانات الفيلم (الإنجليزية)
- فيليكس أدلر على موقع كينوبويسك (الروسية)